# 黃雨佳
黃雨佳是一名台湾编剧，毕业于台北藝術大學戲劇學系，主修劇本創作。
黃雨佳曾参与《爱不羁》等多部电视作品以及电影的编剧。
2011年，黃雨曾以《雲頂天很藍》获金鐘獎最佳編劇獎。
2015年，黃雨曾以客家電視台單元劇「已讀不回」入圍亞洲電視獎最最佳原創劇本獎，並且編劇黃雨佳就以「已讀不回」拿下最佳原創劇本獎。

## 影劇作品
| （電視劇、網路劇） |                        |                            |          | |
| 年份               | 頻道                   | 戲劇名稱                   | 職稱     | 備註 |
| 2011年             | 客家電視台             | 雲頂天很藍                 | 編劇     | |
| 2011年             | 中天娛樂台             | 戀戀阿里山                 | 編劇     | 與蔡孟芳聯合                                                                                                 |
| 2012年             | 壹電視綜合台           | 小站                       | 編劇     | 與吳洛纓、張瑋庭、吳瑾蓉、連凱鴻、蔡顗禾、林宇辰、陳昭妙、吳易蓁、李婕瑀、黃略耕、詹馥華、丁富佑、黃永芳聯合 |
| 2013年             | 客家電視台             | 死了一個國中生之後         | 編劇     | |
| 2013年             | 緯來電影台             | 双全                       | 編劇     | |
| 2013年             | 中視                   | 媽，親一下！               | 編劇統籌 | 與曾顯章、蔡怡芬聯合                                                                                         |
| 2016年             | 民視                   | 新娘嫁到                   | 編劇     | |
| 2017年             | 公視                   | 麻醉風暴2                  | 編劇     | 與王卉竺、蕭力修、陳承佑、黃健瑋、許菱芳聯合                                                                 |
| 2018年             | 大愛電視台             | 幸福 遲到了                | 編劇     | |
| 2022年             | 大愛電視台             | 隨風 隨緣                  | 編劇     | 與郭湘綺、廖盈如聯合                                                                                         |
| 2023年             | Hami Video、friDay影音 | 火星上的維納斯             | 編劇     | |
| 2024年             | 公視+                  | 就算一個人也可以好好的吃飯 | 編劇     | |

## 獎項紀錄
| 年份   | 頒獎典禮     | 獎項           | 作品               | 結果 |
| ------ | ------------ | -------------- | ------------------ | ---- |
| 2011年 | 第46屆金鐘獎 | 戲劇節目編劇獎 | 雲頂天很藍         | 獲獎 |
| 2013年 | 第48屆金鐘獎 | 戲劇節目編劇獎 | 死了一個國中生之後 | 提名 |
| 2018年 | 第53屆金鐘獎 | 戲劇節目編劇獎 | 麻醉風暴2          | 提名 |

## 外部連結
- 黃雨佳 - MovieCool 華文影劇數據平台